# (421) Zähringia
(421) Zähringia est un astéroïde de la ceinture principale découvert par Max Wolf le 7 septembre 1896. Il fut nommé d'après la maison de Zähringen.